# Sawe
Sawe is een bestuurslaag in het regentschap Dompu van de provincie West-Nusa Tenggara, Indonesië. Sawe telt 1497 inwoners (volkstelling 2010).